# Троицкий собор (Курган)
Тро́ицкий собо́р (Соборная церковь во имя Святой Живоначальной Троицы) — утраченный главный храм города Кургана, Россия. Кроме главного холодного храма имелись следующие приделы: с севера во имя Димитрия Солунского, с юга Рождества Христова. Находился на Троицкой площади. Строительство начато 5 (16) июня 1763 года, освящён центральный престол в 1805 году, собор закрыт 25 мая 1937 года, взорван 25 мая 1957 года.
Южнее взорванного храма, на берегу реки Тобол 26 августа 2017 года заложен и 27 ноября 2021 года освящён новый Троицкий собор.

## Описание
Благочинный, позднее кафедральный собор Курганской викарной епархии в составе Тобольской и Сибирской епархии.
Христорождественская церковь города Кургана сгорела в ночь на 30 апреля (11 мая)  1763 года. Было решено строить каменный собор на три престола: центральный во имя Святой Живоначальной Троицы, правый придельный престол во имя Рождества Христова и левый придельный престол во имя Св. Великомученика Дмитрия Солунского, который почитался покровителем Сибири. 5 (16) июня 1763 года выдана Храмозданная грамота. Петер Симон Паллас в 1771 г. отмечал, что в Царевом Городище «вместо старой деревянной церкви начали строить каменную, но так как в окрестности сего места в извести недостаток и должно оную привозить из Шадринска и Тюменя, то строение производится медлительно».
13 (24) августа 1778 года Ялуторовскому заказчику протопопу Иосифу Нагибину была выслана благословенная грамота от имени епископа Тобольского и Сибирского Варлаама, а также антиминс для выстроенной в Курганской слободе каменной церкви, которую ему предписывалось освятить «соборне» с местным причтом. 
Храм обычно именуется по центральному престолу и должен был называться Троицким. До 1805 года он везде пишется как Христорождественский - на планах города, на метрических книгах, в документах. Возможно, это объясняется тем, что сразу воздвигнуть весь храм городу было не по силам, возвели только правый придел и освятили его в 1767 году.
В Троицкой церкви присутствовал на службе Великий князь, наследник престола Александр Николаевич, будущий император Александр II. Он прибыл в Курган в ночь с 5 на 6 (18) июня 1837 года. Его сопровождал В.А. Жуковский, бывший воспитателем Великого князя.
Троицкий собор имел традиционную для храмов XVIII века вытянутую по продольной оси композицию: храм, трапезная, колокольня. По планировке одноэтажный храм напоминал некоторые тобольские барочные церкви, для которых характерно устройство широкой трапезной с приделами, крупный восьмерик на четверике, достаточно крупный верхний восьмерик со световыми окошками и пятигранное оформление главного алтаря с главкой над ним. Заметно сходство курганского храма с одноэтажной церковью Рождества Богородицы города Тобольска.
Первый известный капитальный ремонт здания был проведен в 1-й половине 1830-х годов с переустройством кровли, обновлением иконостасов. В 1864 году был второй капитальный ремонт при материальной поддержке старосты храма курганского купца Дмитрия Ивановича Смолина.
В 1890 году переделан купол главного храма, для чего техник А.П. Юшков составил план церкви. Кресты, покрашенные в 1821 поталью (золотистым порошком), позже вызолотили. В последний раз, в 1914 году, золотил главы и кресты на всей церкви А.Е. Краснов. Деревянную ограду в 1830 году заменили на кирпичную, в 1864 году её расширили (в соответствии с рисунком бывшего коллежского секретаря М.Е. Левченко), а в 1890 по плану А.П. Юшкова строят каменный коридор, соединяющий притвор с церковными воротами, а также ограду с западной стороны (со стороны колокольни) которую строил курганский мещанин К. Назаров. Над входными вратами висела икона Троицы, а в 1901 году поверх ворот были помещены 5 спаянных из белой жести крестов, изготовленных курганским мещанином М.А. Головизниным. Вокруг здания были фонари, а также посаженные в 1885 году деревья. В 1901 году, после разрешения епископа Антония, в алтарях были сняты престолы для того, чтобы выложить под ними фундамент, приподнять. После того, как работа была выполнена, в храме сделаны стенные росписи, придельные алтари освятили, в следующем году подготовлен к освящению главный престол.

### Росписи
В куполе в 1857 году было изображение Всевидящего Ока Божия с шестью херувимами, выполненное туринским мещанином Иваном Телепневым. В 1879 году стенная живопись поновляется шадринским мещанином Иваном Васильевичем Прямоносовым. Росписи на стенах главного храма и в алтаре выполнены в 1901 году губернским секретарем Василием Васильевичем Логиновым, удостоенным звания учителя рисования Академией художеств. Шадринец Иван Васильевич Прямоносов выполнил орнаментальные работы, а в куполе написал образ Бога Саваофа.

### Иконы
В 1832 году иконостас в Дмитриевском приделе и заклиросные киоты изготовил резчик крестьянин Введенской волости Курганского уезда Иван Никитин, а живопись выполнил дворовый человек господ Путьковских Василий Пермяков.
В 1849 году иконостас сделан в холодном храме жителями Невьянского завода Екатеринбургского уезда Григорий и Георгий Чернобровины, представители одной из самых известных с XVIII века династий невьянских иконописцев, работавших в так называемом «греческом» стиле. Иконостас резной, вызолоченный на полимент, с резными херувимами. В местном ряду иконы под серебряными 84 пробы ризами: Господь Вседержитель, Богоматерь с младенцем, Троица ветхозаветная, Никола Чудотворец, на дьяконских и пономарских вратах архангелы Михаил и Гавриил, несколько малых икон (с новозаветными и ветхозаветными изображениями). Над царскими вратами сцена Тайной вечери, изображенной на полотне и 2 апостола на овальных досках. В третьем ставе Вседержитель на престоле и пророки, вверху Воскресение Христово. Два более ранних низких придельных иконостаса Чернобровины соединили в одной связи с главным.
В 1901 году мастерская П.Ф. Короткова построила три новых иконостаса по контракту, заключенному в 1890 году. Новый иконостас  Троицкой церкви был 12 метров высотой и 9 м. 25 см. длиной, придельные гораздо меньше: 6 м. 40 см. х 3 м. 56 см. Скорее всего, иконостасы Троицкой церкви, выполненные этой мастерской, были с богатой позолоченной резьбой и с академической живописью. Павел Феоктистович Коротков, родом из знаменитого иконописными промыслами Вязниковского уезда Владимирской губернии, завел иконостасно-иконописную мастерскую в Екатеринбурге. В 1891 иконостас из Троицкой церкви был передан в Симеоновскую церковь села Колесниково (Коробейниково), относящийся к благочинию Кургана.

### Земли
Троицкая церковь не имела собственной земли - ни усадебной, ни пахотной, ни сенокосной. Только  примыкающий к храму двор. Дома священников были наемными, а если кто-то из них строил собственный дом, то на городской земле. Церковь арендовала городскую землю, на которой было выстроено 7 каменных лавок. Лавки сдавали в аренду купцам и получали в пользу церкви 505 рублей ежегодно. В 1900 году выстроили большой магазин, вплотную примыкающий к церковной ограде, - кирпичный, крытый железом, с большими окнами. Этот магазин арендовал у церкви богатый купец Иван Иванович Дерягин.

## Приход
Долгое время Троицкая церковь была единственным храмом города, и к её приходу относились все близлежащие деревни. В 1783 году это были - Пименовка, Б.-Чаусова, Курганская, Смолина, Новая (Рябково), Колесникова, Воронова, Пестерева, Шевелева, Глинская, Первухина, Дубровная, Патронная, Сычева, Галкина, Парфеньева, Щучья, Чеснокова, Пестерева, М.-Чаусова, Павлутская, Михнякова, Заречная.
В 1884 году в Троицкий приход входили: Смолино, Мало-Чаусово, Глинки, Вороновка, Большое Чаусово, Рябково. В 1884 году в приходе было 930 дворов, в которых числилось 2393 мужчины и 2699 женщин. Церковный капитал составлял 20127 рублей, а кружечных доходов было до 5137 рублей в год, и к ним прибавлялись проценты с вечных вкладов на сумму 1545 руб. 81 коп. Штат церкви состоял из трех священников, диакона и трех псаломщиков.

## В годы Советской власти
24-25 июля 1922 года в Курганской Троицкой церкви прошел уездный съезд духовенства и мирян, на котором было принято решение прекратить всякое общение с Тобольским епархиальным начальством, оставшимся в ведении патриарха Тихона, и образовать самостоятельную обновленческую Курганскую епархию, перешедшую вскоре под управление Уральской митрополии. Община Троицкой церкви в 1924 году порывает с обновленчеством и переходит в подчинение «тихоновского» Ялуторовского епископа Серафима. 25 октября 1924 года образовано Курганское викариатство Тобольской епархии, первым викарным епископом стал Алексий. В феврале 1928 года договор с этой общиной на пользование храмом Курганским горсоветом был расторгнут, Троицкая церковь и все имущество передавались общине, находящейся под управлением поддерживаемого властями митрополита Свердловского Григория, основателя «григорианского» раскола. Троицкая община «тихоно-сергиевской» ориентации была вынуждена проводить богослужения в частных домах.
С закрытием в январе 1935 года Богородице-Рождественского собора руководство Курганской обновленческой епархии обратилось к городским властям с ходатайством о совместном с «тихоновцами» пользовании Троицкой церковью. В феврале того же года горсовет удовлетворил ходатайство, храм был разделен на две самостоятельные единицы – летнюю и зимнюю церкви. Обновленческая община получила в свое распоряжение главный Троицкий придел, а «тихоновская» – более обширное помещение трапезной с теплыми приделами. Обновленцы ходатайствовали о передаче им всего здания. В апреле 1935 года горсовет постановил ликвидировать «тихоно-сергиевскую» Троицкую общину, как не состоящую на регистрации, а занимаемое ей помещение передать в распоряжение горкомхоза. В феврале 1937 года горсовет «ввиду серьезной угрозы обрушения сводов здания, во избежание могущих в связи с этим быть человеческих жертв» просил Курганский райисполком возбудить перед Челябинским облисполкомом вопрос о закрытии церкви. Вопрос был решен положительно.

## Использование здания после закрытия храма
В советское время служба в Троицком храме продолжалась до 25 мая 1937 года. 10 июня 1937 года состоялась передача имущества Троицкой церкви комиссии, которую возглавляла Пичугина Ефросинья Корниловна. В опись было внесено 152 наименования. Часть церковной утвари из этой описи была распродана с торгов, часть отдана в музей (он сгорел в том же году), часть растащена по домам.
Здание использовалось для городских нужд. До апреля 1940 года здание занимал склад конторы «Заготзерно», затем здание передано Курганскому районному музею. В годы Великой Отечественной войны в храме размещалась столовая Сталинградского военного танкового училища, после войны — магазины (промтоварный, хлебный, «Динамо» и «Союзохота»), склады и столовая, а в угловом доме — горком ВЛКСМ. В 1953 году здание церкви было занято базами «Главкинопрокат» и «Охотник».
Сразу после войны верующие начинают активные хлопоты по открытию Троицкого храма. В октябре 1956 года Совет Министров РСФСР разрешил открыть Троицкую церковь, но областные и городские власти приняли решение «О сломе и разборке здания бывшей Троицкой церкви в связи с его аварийным состоянием». Ночью 24 мая 1957 года пытались сломать колокольню тракторами, приведя проволочные тросы к слуховым окнам, но не смогли. Церковь взорвали 25 мая 1957 года.
Ныне на его месте располагается Курганская областная филармония и установленный в июле 1961 года памятник Наташе Аргентовской (1900—1919).

## Свято-Троицкий собор с 2017 года
Южнее взорванной церкви, на берегу реки Тобол 26 августа 2017 года, в завершение Первосвятительского визита в Курганскую митрополию, Патриарх Московский и всея Руси Кирилл совершил освящение закладного камня в основание Свято-Троицкого храма в Кургане. Меценатом строительства выступил сенатор Сергей Николаевич Муратов. 27 ноября 2021 года митрополит Даниил совершил чин великого освящения Свято-Троицкого собора. Снаружи церковь украшает 6-метровая мозаичная икона Святой Троицы. В верхнем приделе установлен семиярусный иконостас. Иконостас в нижнем соборном храме в честь Казанской Чимеевской иконы Божией Матери смонтировали мастера из Далматовского монастыря. 

## Следы в топонимике
Название собора ныне носит Троицкая площадь в Кургане и остановка общественного транспорта около неё;
Ранее в честь собора именовались:
- Троицкая улица (ныне улица Куйбышева);
- Троицкий переулок (ныне улица Ленина).
- Троицкое кладбище.

## Священники
- 1820 — протоиерей Наркисс Прокопьевич Никитин
- 1821 — священник Иоанн Антонов
- по 1826 — священник Алексей Иванович Абрамов
- 1826—1836 — священник Стефан Яковлевич Знаменский
- 1899—1919 — священник Александр Серапионович Коровин
- 1926—1932 — протоиерей Федор Афанасьевич Чемагин. Причислен к лику новомучеников и исповедников Русской православной церкви Поместным собором 1990 года[5].
- С 2021 — пресвитер Михаил Шушарин